# Xylorycta luteotactella
Xylorycta luteotactella là một loài bướm đêm thuộc họ Oecophoridae. Loài này có ở Úc. Sâu bướm là loài gây gại cho waratah và macadamia do nó phá hoại đầu hoa.
Nó là loài bản địa phần lớn đông Úc và được mô tả vởi nhà côn trùng Anh Francis Walker năm 1864 với tên Cryptolechia cognatella.